# Elio Romano
Elio Romano (Trapani, 21 marzo 1909 – Catania, 12 luglio 1996) è stato un pittore italiano.

## Biografia
Elio Romano è nato il 21 marzo 1909 a Trapani, ma poco dopo la sua nascita, il padre magistrato si trasferì presto a Catania. In questo modo il giovane artista ebbe modo di iniziare i suoi primi studi pittorici da un pittore locale, Rosario Spina.
Nella bottega di questo artista, Elio Romano ebbe modo di conoscere altri giovani artisti etnei come Lazzaro, Saro Mirabella, Tino Condorelli.

### Il percorso formativo
Dietro consiglio dell'amico di famiglia, Giuseppe Lombardo Radice, andò nel 1928 a Roma per frequentare la Scuola Libera del Nudo. Nel 1929 si iscrisse all'Accademia delle Belle Arti di Firenze ed ebbe tra i compagni di studi Mario Mafai.
Fu allievo di Felice Carena e alla fine degli studi ne divenne assistente. Da Carena apprese i modelli classici della pittura, ma Elio Romano ricordava che “l'esempio di alcuni colleghi più grandi mi conduceva anche verso esperienze differenti, post-impressioniste, più libere e forse più liberatorie”.
Influente fu la conoscenza di Giorgio Morandi, insegnante in un altro corso della stessa Accademia, il cui metodo di osservazione ed analisi rimase presente fin nell'ultimo dei suoi quadri.
A soli venticinque anni, nel 1934, vinse il premio “Ruggero Panerai” nel 1934 con il quadro “Contadini davanti alla loro casa”, da allora esposto alla Galleria di Arte Moderna in Firenze. Solo dopo due anni, nel 1936 partecipò alla Biennale di Venezia.
La formazione artistica di Elio Romano, iniziata in Sicilia si è così approfondita nella Firenze delle “Giubbe Rosse” dove incontrò Elio Vittorini, Giacomo Noventa, Raffaello Franchi, Eugenio Montale. Proprio quest'ultimo, che fu anche pittore, imparò da Romano l'impasto dei colori e l'uso dei pennelli.
Della formazione giovanile il maestro Romano conservò sempre il senso di osservazione della realtà legata al desiderio di rivelarne la sua profonda percezione.
In Accademia, sperimentando negli anni trenta l'attività scultorea, acquisì il senso della plasticità che ebbe una notevole influenza nella successiva produzione pittorica.
A Firenze, in Accademia, conobbe anche la collega Gabriella Pescatori, che sposò e che ebbe sempre come riferimento affettivo e come giudizio sulla propria pittura. Gabriella fu inoltre fonte di ispirazione di numerosissimi ritratti durante la sua vita. A Firenze rimase quasi ininterrottamente fino al 1942. Con l'inizio della guerra dovette tornare, con la moglie e le prime due figlie, Antonella e Giovanna, in Sicilia.

### Il ritorno in Sicilia
Ritornato a Firenze subito dopo la guerra, trovò la sua casa-studio bombardata, poche erano le opere rimaste integre. Decise allora di restare nella sua isola operando sia a Catania, dove successivamente insegnò all'Accademia delle Belle Arti, sia nella sua casa di campagna nell'ennese, alle cui terre è sempre stato spiritualmente legato. Nel contempo ebbe altri tre figli: Eva, Pietro e Guido. Si applicò con una sempre maggiore concentrazione al proprio lavoro, perfezionando e personalizzando lo stile. Pur nel suo isolamento, Romano mantenne i contatti e le attività culturali partecipando a mostre sempre più numerose e prestigiose. Nel 1935 partecipò con un bozzetto per la realizzazione del monumento al Cardinale Giuseppe Benedetto Dusmet a Catania. È stato presente alle Biennali di Venezia del 1936 e del 1950 (nella giuria di questa edizione erano presenti anche Carlo Carrà, Felice Casorati, Giacomo Manzù e Giorgio Morandi), a numerose Quadriennali, all'esposizione degli artisti siciliani della Fondazione Bevilacqua La Masa nel 1949. Nel 1954 vince un premio acquisto alla seconda edizione del Premio Spoleto. Numerose le personali in Italia ed all'estero (Malta, Francoforte, Budapest). Nel giugno del 1995 la sua ultima mostra antologica al Castello Ursino di Catania con opere dal 1926 al 1995.
Il suo desiderio di esprimersi attraverso le opere è sempre stato vivo.
Anche da anziano la sua giornata era segnata dal desiderio di imparare, di imparare dal reale, osservando: “cerco di migliorare le mie realizzazioni, tento sempre di migliorare il mio rapporto con la realtà”.
Morì il 12 luglio 1996, pochi anni dopo la moglie Gabriella, lasciando una tela incompiuta sul cavalletto ed i pennelli ancora umidi di colore.
Da allora, la Famiglia Romano conserva l'Archivio Romano comprendente le opere del Maestro e tutta la documentazione relativa alla sua vita, ai riconoscimenti ottenuti ed alle sue opere.

## Stile
Lo stile di Romano deriva dall'impressionismo ed ha una evidente tendenza alla struttura realistica. Le opere hanno una composizione tonale in cui i colori sono in stretto rapporto l'uno con l'altro. La tematica preferita delle sue composizioni è quella della vita di tutti i giorni, con particolare riguardo ai paesaggi ed agli oggetti tipici della Sicilia.

## Cosa diceva della sua arte
“Togliere più che aggiungere, ineleganza come unica eleganza accettabile”…”Ma queste cose posso dirle a ripensarci, a freddo; dinnanzi al lavoro non ho nessuna sicurezza; ho ogni istante la stessa inquietudine ed emozione, come se dipingessi il mio primo quadro, un senso totale di inadeguatezza. Per questo dipingo sempre le stesse cose ed in fondo sempre lo stesso quadro, anche se il soggetto è diverso.””
“Quel che se mai io vorrei dire, se non si tratta di un discorso velleitario, deve essere espresso, almeno in parte negli stessi dipinti, né i funambolismi di un presentatore possono far vedere – a chi sa guardare coi suoi occhi – quel che nei dipinti non c'è”

## Cosa hanno detto di lui
"La sua è una Sicilia vera e poco retorica, con le sue terre nude ed i suoi cieli pallidi per troppa luce, con i suoi valloni aperti e desolati e le case annidate nell'ombra dei frutteti. Si vede che il pittore conosce questo paesaggio come si conoscono le cose proprie, e che ne ha assimilato gli elementi ed il significato" Oberon.

## Opere
Oltre alle numerosissime tele, in gran parte vendute durante la sua vita ed in parte conservate presso l'archivio della famiglia Romano, del maestro Elio Romano si possono anche osservare affreschi eseguiti nella chiesa Madre di Nissoria, ad Assoro, a Furci Siculo, ad Enna e a Leonforte in alcune scuole, e nella cappella Chiara a Catania.

## Critica
Delle sue opere si sono occupati studiosi e critici come Vito Apuleo, Fortunato Bellonzi, Nino Bertocchi, Michele Biancale, Leonardo Borgese, A. Bonsanti, Stefano Cairola, F. Cairoli, R. Campanella, Giovanni Colacicchi, Raffaele De Grada, Fabrizio Dentice, Del Massa, G. Etna, A. Entità, Ugo Ferroni, F. Gallo, F. Grasso, Virgilio Guzzi, R. Franchi, Giuseppe Frazzetto, Mimì Maria Lazzaro,  Mario Lepore, Vito Librando, Enzo Maganuco, Paolo Marletta, Alfredo Mezio, S. Nigro, Ugo Ojetti, Salvatore Quattrocchi, M. Riposati, Paolo Scarpa, E. Scuderi, Enrico Somarè, Lorenza Trucchi, Marcello Venturoli, Orio Vergani.

## Mostre
1930 Siculo-Calabra - Monastero dei Benedettini di Catania,
1933 Sindacale Toscana - Firenze,
1934 Premi dell'Accademia - Firenze,
1935 Sindacale Toscana - Firenze,
1936 XX Biennale - Venezia,
1938 Collettiva "Sette pittori al Circolo della Stampa" - Catania,
1941 Premio Ussi - Firenze,
1943 Pittori Italiani a Dusseldorf - Dusseldorf,
1947 Personale al Circolo Artistico - Catania,
1951 Premio Roma per la Pittura - Roma,
1952 VI Quadriennale Nazionale d'Arte di Roma - Roma,
1963 IX Quadriennale Nazionale d'Arte di Roma - Roma,
1966 Pittori Siciliani in Piazza di Spagna - Roma,
1969 XI Premio Nazionale Acitrezza - Acitrezza
1970 Personale "La Vetrina" - Catania,
1973 Personale "Club della Stampa" - Catania.